# Africa Brass Sessions, Vol. 2
| Recensione                      | Giudizio |
| ------------------------------- | -------- |
| AllMusic                        |          |
| Encyclopedia of Popular Music   | [ 1 ]    |
| Rolling Stone Jazz Record Guide | [ 2 ]    |
| Robert Christgau                | A        |

The Africa/Brass Sessions, Vol. 2 è un album discografico del musicista jazz John Coltrane, pubblicato postumo nel 1974 dalla Impulse Records (n° cat. AS 9272). Si tratta di una raccolta dei pezzi incisi ma scartati durante le sessioni del 1961 che produssero l'album Africa/Brass. Song of the Underground Railroad e Greensleeves furono registrate il 23 maggio, mentre Africa il 4 giugno. Il 10 ottobre 1995, la Impulse! incorporò queste tracce nel doppio compact disc intitolato The Complete Africa/Brass Sessions.

## Tracce
Lato 1
1. Song of the Underground Railroad – 6:44 (traditional)
2. Greensleeves (alternative take) – 10:53 (traditional)

Lato 2
1. Africa (alternative take) – 16:08 (John Coltrane)

## Formazione

### Musicisti
- John Coltrane — sassofono soprano e sassofono tenore
- Booker Little — tromba
- Freddie Hubbard — tromba sessione del 23 maggio
- Britt Woodman — trombone solo sessione del 4 giugno
- Charles Greenlee — euphonium solo sessione del 23 maggio
- Julian Priester — euphonium solo sessione del 23 maggio
- Carl Bowman — euphonium solo sessione del 4 giugno
- Bill Barber — tuba
- Garvin Bushell — ottavino, legni solo sessione del 23 maggio
- Donald Corrado — corno francese
- Bob Northern — corno francese
- Robert Swisshelm — corno francese
- Julius Watkins — corno francese
- Jim Buffington — corno francese solo sessione del 23 maggio
- Eric Dolphy — sassofono contralto, clarinetto basso, flauto
- Pat Patrick — sassofono baritono
- McCoy Tyner — pianoforte
- Reggie Workman — contrabbasso
- Art Davis — contrabbasso solo in Africa
- Elvin Jones — batteria

### Produzione
- Creed Taylor — produttore
- Rudy Van Gelder — ingegnere del suono
- Eric Dolphy, McCoy Tyner — arrangiamenti